# Майнеке, Иоганн Людвиг Георг
Иоганн Людвиг Георг Майнеке (нем. Johann Ludwig Georg Meinecke; 1781, Штадтхаген — 1823, Шкойдиц) — немецкий физик, геолог, физиолог.
Профессор Университета Галле. Автор учебника «Минералогия в связи с технологией и географией» (нем. Lehrbuch der Mineralogie mit Beziehung auf Technologie und Geographie; 1808), «Сводных таблиц по анатомии человека» (нем. Synoptische Tabellen der Anatomie des menschlichen Körpers; 1810) и других сочинений. Вместе с Христианом Кеферштейном выпустил труд «К истории и изучению базальтов» (нем. Beitrage zur Geschichte und Kenntniss des Basaltes; 1819). Наряду с Уильямом Праутом (и независимо от него) разрабатывал так называемую гипотезу Праута о том, что атомные массы всех химических элементов кратны атомной массе водорода и, стало быть, все атомы так или иначе состоят из атома водорода.